# 锈点薹草
锈点薹草（学名：Carex pseudo-ligulata）为莎草科薹草属的植物，是中国的特有植物。分布于中国大陆的湖南省等地，生长于海拔400米至800米的地区，见于沟边灌丛中、山坡和林缘，目前尚未由人工引种栽培。